# Wuli (socken i Kina, Hunan)
Wuli (kinesiska: 五里, 五里乡) är en socken i Kina. Den ligger i provinsen Hunan, i den södra delen av landet, omkring 130 kilometer norr om provinshuvudstaden Changsha. Antalet invånare är 23755. Befolkningen består av 11 289 kvinnor och 12 466 män. Barn under 15 år utgör 18,0 %, vuxna 15-64 år 73 %, och äldre över 65 år 8,0 %.
Genomsnittlig årsnederbörd är 1 793 millimeter. Den regnigaste månaden är maj, med i genomsnitt 260 mm nederbörd, och den torraste är januari, med 49 mm nederbörd.